# 1925
1925. је била проста година.

## Догађаји

### Јануар
- 3. јануар — Бенито Мусолини је објавио да преузима диктаторска овлашћења над Италијом.

### Фебруар
- 8. фебруар — Избори за народне посланике Краљевине СХС.

### Април
- 15. април — 29. мај — Шаховски турнир у Баден-Бадену. Победио је Александар Аљехин.

### Јун
- 17. јун — Потписан је Женевски протокол, којим је забрањена употреба бојних отрова у рату.

### Јул
- 18. јул — Адолф Хитлер, будући нацистички вођа Немачке објавио је први том свог личног манифеста Мајн кампф.
- 21. јул — На Скоупсовом суђење средњошколски наставник биологије Џон Т. Скоупс је осуђен због предавања еволуције и кажњен са 100 долара.

### Октобар
- 2. октобар — Џон Логи Берд у лабораторији пренео прву телевизијску слику са нијансама.
- 5—16. октобар — Споразуми из Локарна
- 31. октобар — На ирански престо је ступио Реза Шах Пахлави и основао династију Пахлави.

## Рођења

### Јануар
- 9. јануар — Ли ван Клиф, амерички глумац (прем. 1989)
- 13. јануар — Гвен Вердон, америчка глумица, певачица и плесачица (прем. 2000)
- 26. јануар — Џоун Лесли, америчка глумица (прем. 2015)
- 26. јануар   — Пол Њумен, амерички глумац, редитељ, продуцент, предузетник, возач ауто-трка и хуманитарац (прем. 2008)

### Фебруар
- 8. фебруар — Џек Лемон, амерички глумац (прем. 2001)
- 11. фебруар — Ким Стенли, америчка глумица (прем. 2001)
- 17. фебруар — Хал Холбрук, амерички глумац, редитељ и сценариста (прем. 2021)
- 20. фебруар — Роберт Алтман, амерички редитељ, сценариста и продуцент (прем. 2006)
- 21. фебруар — Сем Пекинпо, амерички редитељ и сценариста (прем. 1984)

### Март
- 12. март — Луизон Бобе, француски бициклиста (прем. 1983)
- 21. март — Питер Брук, енглески редитељ (прем. 2022)
- 21. март — Хуго Коблет, швајцарски бициклиста (прем. 1964)

### Април
- 14. април — Род Стајгер, амерички глумац (прем. 2002)

### Мај
- 3. мај — Оливера Марковић, српска глумица (прем. 2011)
- 11. мај — Макс Морлок, немачки фудбалер (прем. 1994)
- 16. мај — Нилтон Сантос, бразилски фудбалер (прем. 2013)
- 25. мај — Џин Крејн, америчка глумица (прем. 2003)

### Јун
- 3. јун — Тони Кертис, амерички глумац (прем. 2010)
- 21. јун — Морин Стејплтон, америчка глумица (прем. 2006)
- 26. јун — Волфганг Унцикер, немачки шахиста (прем. 2006)
- 29. јун — Ђорђо Наполитано, италијански политичар, председник Италије (2006—2015) (прем. 2023)

### Јул
- 2. јул — Патрис Лумумба, конгоански политичар, први премијер ДР Конго и вођа Конгоанског националног покрета (прем. 1961)
- 9. јул — Борислав Станковић, српски кошаркаш и кошаркашки тренер, дугогодишњи генерални секретар ФИБА (прем. 2020)
- 29. јул — Микис Теодоракис, грчки композитор (прем. 2021)

### Август
- 6. август — Барбара Бејтс, америчка глумица и певачица (прем. 1969)
- 6. август — Лилијан Шовен, француско-америчка глумица, ТВ водитељка, редитељка, сценаристкиња, продуценткиња и професорка глуме (прем. 2008)
- 8. август — Алија Изетбеговић, босанскохерцеговачки политичар и државник (прем. 2003)
- 22. август — Миливој Југин, ваздухопловни инжењер, конструктор и публицист
- 28. август — Доналд О’Конор, амерички глумац, певач и плесач (прем. 2003)

### Септембар
- 8. септембар — Питер Селерс, енглески глумац, комичар и певач (прем. 1980)
- 16. септембар — Би Би Кинг, амерички блуз музичар (прем. 2015)

### Октобар
- 16. октобар — Анџела Ленсбери, енглеско-ирска глумица и певачица (прем. 2022)

### Новембар
- 10. новембар — Ричард Бартон, енглеско-велшки глумац (прем. 1984)
- 17. новембар — Рок Хадсон, амерички глумац (прем. 1985)
- 20. новембар — Маја Плисецка, руска балерина, кореографкиња и глумица (прем. 2015)

### Децембар
- 2. децембар — Џули Харис, америчка глумица (прем. 2013)
- 13. децембар — Дик ван Дајк, амерички глумац, комичар, писац, певач и плесач
- 19. децембар — Роберт Шерман, амерички аутор песама (прем. 2012)

## Смрти

### Март
- 5. март — Јохан Јенсен, дански математичар и инжењер. (* 1859)
- 12. март — Суен Јатсен, кинески револуционар

### Април
- 5. април — Мухамед Али Шах, персијски краљ
- 22. април — Стојан Вељковић, српски правник и политичар. (* 1830)

### Август
- 25. август — Франц Конрад фон Хецендорф, аустроугарски генерал и начелник генералштаба

## Нобелове награде
- Физика — Џејмс Франк и Густав Лудвиг Херц
- Хемија — Рихард Адолф Жигмонди
- Медицина — Награда није додељена
- Књижевност — Џорџ Бернард Шо
- Мир — Сер Остин Чејмберлен (УК) и Чарлс Гејтс Доз (САД)
- Економија — Награда у овој области почела је да се додељује 1969. године